# Yakup Kadri Karaosmanoğlu
Yakup Kadri Karaosmanoğlu (Cairo, 27 de março de 1889 - Ancara, 13 de dezembro de 1974) é um escritor turco do século XX. Foi autor de romances, histórias, peças, ensaios e livros autobiográficos, foi também jornalista e diplomata.
Impregnado com a cultura francesa, seus primeiros trabalhos foram largamente influenciados pelo simbolismo, mas depois dedicou-se mais à história do seu país. A descoberta da miséria do camponês turco quando ele ficou em Ancara durante a Guerra de Libertação causou uma verdadeira revolta que foi traduzida em seu trabalho por uma literatura mais realista. Ele lutou contra as dificuldades que as pessoas enfrentam e os obstáculos que o movimento revolucionário deve superar para transformar todo o país. Em 1932, ele publicou sua novela mais famosa, Yaban (O Estranho), traduzida para o francês em 1989. Descreva sem compaixão a miséria que ele descobriu no coração da Anatólia.

## Biografia
Karaosmanoğlu passou sua infância no Cairo. Aos seis anos, ele se mudou com sua família para Manisa, no oeste da Turquia, de onde vieram os seus antepassados. Quando seu pai morreu, Yahup Karaosmanoğlu retornou ao Egito com sua mãe, que o matriculou no Colégio dos Irmãos de Alexandria, onde aprendeu francês. Em 1908, pouco antes da proclamação da segunda Constituição do Império Otomano, a família mudou-se para Istambul, onde Karaosmanoğlu iniciou sua faculdade de direito sem convicção, a qual ele abandonou três anos depois para se dedicar a sua paixão, a literatura: artigos, poemas em prosa, histórias, peças de teatro, ensaios que rapidamente garantiram sua notoriedade.
Com o fim da Grande Guerra, o colapso do Império Otomano e a invasão dos aliados de grande parte da Turquia, Karaosmanoglu retorna, enquanto a área não está ocupada, para apoiá-los, através de seus escritos, a guerra de resistência dirigida por Mustafa Kemal Atatürk. Após a vitória das forças nacionais turcas e a proclamação da República em 1923, os eleitores da cidade de Mardin o enviaram para a Assembleia de Deputados. Perto de Mustafa Kemal Atatürk, ele obtém altos níveis de poder, trabalhando activamente para alcançar as reformas republicanas.
Em 1932, ele fundou a revista Kadro com os intelectuais mais à esquerda, por enquanto, como Sevket Süreyya Aydemir e Vedat Nedim Tor. Esta revista mensal expõe os fundamentos teóricos do kemalismo, enquanto defende a necessidade de uma economia radicalmente estatística e de literatura social. Os primeiros estudos sérios sobre a situação do camponês turco também são publicados nesta revista, que exige uma reforma agrária de grande escala. Mas, pelo excesso de suas posições, Kadro logo começa a irritar os membros liberais do Partido Republicano Popular (CHP) fundado por Mustafa Kemal, que lançou uma campanha contra o jornal, às vezes acusado de fascismo, às vezes de comunismo. Atatürk, para aliviar as tensões, acredita que é melhor acabar com essa experiência, interrompendo qualquer publicação em outubro de 1934.
Karaosmanoğlu foi nomeado embaixador turco em Tirana, onde iniciou uma carreira diplomática que mais tarde descreveu em suas memórias: Diplomat Zoraki, publicado em 1954, agindo sucessivamente como embaixador em Praga, Haia, Teerão e Berna (1934-1954). Após o golpe de Estado de 1960, ele retornou à política como ajudante de Manisa (1964-1969), mas considera que os princípios Kemalistas são violados pela CHP, renunciando ao partido no poder em 1965.
Ele se tornou editor do jornal Ulus e continuou sua actividade literária até o final de sua vida em dezembro de 1974.

## Principais obras

### Novelas
- Kiralık Konak (1922)
- Nur Baba (1922)
- Hüküm Gecesi (1927)
- Sodom ve Gomore (1928)
- Yaban (1932)
- Ankara (1934)
- Bir Sürgün (1937)
- Panaroma (1953)
- Hep O Şarkı (1956)

### Artigos
- Bir Serencam (1914)
- Rahmet (1923)
- Milli Savaş Hikâyeleri (1947)
- İzmir’den Bursa’ya (1922, Halide Edip, Falih Rıfkı Atay ve Mehmet Asım Us île birlikte)
- Kadınlık ve Kadınlarımız (1923)
- Seçme Yazılar (1928)
- Ergenekon (iki cilt, 1929)
- Alp Dağları’ndan ve Miss Chalfrin’in Albümünden (1942)

### Poesia
- Erenlerin Bağından (1922)
- Okun Ucundan (1940)

### Teatro
- Nirvana (1909)

### Monografias
- Ahmet Haşim (1934)
- Atatürk (1946)

### Memórias
- Zoraki Diplomat (1955)
- Anamın Kitabı (1957)
- Vatan Yolunda (1958)
- Politikada 45 Yıl (1968)
- Gençlik ve Edebiyat Hatıraları (1969)